# بيرت كلارك
بيرت كلارك (7 أبريل 1918 - 14 أكتوبر 1993 في المملكة المتحدة) (بالإنجليزية: Bertie Clarke)‏ هو لاعب كريكت باربادوسي. شارك مع منتخب الهند الغربية للكريكت ومنتخب باربادوس الوطني للكريكت. أما مع النوادي، فقد لعب مع نادي مقاطعة ساسكس للكريكت ‏ ونادي مقاطعة نورثامبتونشير للكريكت ‏.

## وصلات خارجية
- بيرت كلارك على موقع إي آس بي آن كريك إنفو (الإنجليزية)